# Дајслинген
Дајслинген (њем. Deißlingen) општина је у њемачкој савезној држави Баден-Виртемберг. Једно је од 21 општинског средишта округа Ротвајл. Према процјени из 2010. у општини је живјело 6.123 становника. Посједује регионалну шифру (AGS) 8325072.

## Географски и демографски подаци
Дајслинген се налази у савезној држави Баден-Виртемберг у округу Ротвајл. Општина се налази на надморској висини од 611 метара. Површина општине износи 32,2 km². У самом мјесту је, према процјени из 2010. године, живјело 6.123 становника. Просјечна густина становништва износи 190 становника/km².